# Fets de Bera
Els fets de Bera fou un intent d'insurrecció de caràcter anarcosindicalista esdevingut entre els dies 5 i 7 de novembre de 1924. Militants anarquistes havien de travessar la frontera espanyola des d'Iparralde fins a Bera, coordinats amb un intent d'assalt del quartel de les Drassanes de Barcelona.
L'entrada per Bera fou organitzada des de París pel Comitè de preparació revolucionària dirigit, entre d'altres, per Miguel García Vivancos, Buenaventura Durruti, Pedro Orobón Hernández i Gregorio Jover, molt pressionats per extremistes i exaltats com Francisco Ascaso, Joan Recasens i Farré i Combina. L'assalt a les Drassanes fou organitzat per la FAI de Barcelona. Un centenar de militants anarquistes penetraren des d'Iparralde, però foren encerclats a Bera i hagueren de fugir després d'un tiroteig en el que van morir dos guàrdies civils. En l'assalt de les Drassanes hi havien de participar uns 50 grups, però només hi anaren uns quants. Fracassà i hi foren executats Josep Llàcer Bertran i Juan Montejo Arranz.
Pels fets de Bera foren condemnats a mort i executats pel garrot vil Enrique Gil Galar, Julián Santillán Rodríguez i Pablo Martín Sánchez (qui se suïcidà abans de l'execució). El 1927 foren condemnats a 12 anys de presó Bonifacio Manzanedo, Manuel del Río i Casiano Alonso, i a 10 anys Gregorio Izaguirre, Antonio Vázquez, Ángel Fernández, Julián fernández, Anastasio Guilarte, Tomás García i Justo Val, i a penes menors Gabriel Lobato i Inocencio Clemente. Baroja situà Ramon Recasens Miret en els fets.